# Rafael Gutiérrez Girardot
Rafael Gutiérrez Girardot, född den 5 maj 1928 i Sogamoso i Colombia, död den 26 maj 2005 i Bonn i Tyskland, var en colombiansk litteraturvetare, filosof, diplomat och förläggare. 
Efter universitetsstudier i Bogotá, Madrid och Freiburg var Gutiérrez Girardot verksam under några månader 1955–1956 vid Iberoamerikanska institutet i Göteborg. Sina första böcker gav han ut i institutets skriftserie: två om den mexikanske kritikern Alfonso Reyes (1955 & 1962) och en om den argentinske författaren Jorge Luis Borges (1959). Gutiérrez Girardot var även den som tog initiativet till Borges besök till Sverige hösten 1964.
Samtidigt som han skrev böcker för det Iberoamerikanska institutets skriftserie arbetade han vid Colombias ambassad i Köln i Västtyskland. Senare tjänstgjorde han vid utrikesministeriet i Bogotá, men 1969 avslutade han sin diplomatiska karriär. Sedan 1970 var han professor i spansk litteratur vid Bonns universitet.

## Publicerade verk
- La imagen de América en Alfonso Reyes (1955)
- Jorge Luis Borges: ensayo de interpretación (1959 & 2011)
- En torno a la literatura alemana contemporánea (1959)
- Dos estudios sobre Alfonso Reyes (med Ingemar Düring, 1962).
- El fin de la filosofía y otros ensayos (1968)
- Nietzsche y la filología clásica (1966)
- Poesía y prosa en Antonio Machado (1969)
- Horas de estudio (1976)
- Modernismo (1983) utökad och korrigerad 1987 under titeln: Modernismo: supuestos históricos y culturales
- Aproximaciones (1986)
- Temas y problemas para una historia social de la literatura hispanoamericana (1989)
- Machado: reflexión y poesía (1989)
- Hispanoamérica: imágenes y perspectivas (1989)
- Provocaciones (1992)
- La formación del intelectual hispanoamericano en el siglo XIX (1992)
- Cuestiones (1994)
- Moriré callando: tres poetisas judías Gertrud Kolmar, Else Lasker-Schuler, Nelly Sachs (1996)
- Insistencias (1998)
- Jorge Luis Borges: el gusto de ser modesto, siete ensayos de crítica literaria (1998)
- César Vallejo y la muerte de Dios (2000)
- El intelectual y la historia (2001)
- Entre la ilustración y el expresionismo: figuras de la literatura alemana (2004)
- Heterodoxias (2004)
- Tradición y ruptura (2006)
- Pensamiento hispanoamericano (2006)
- Ensayos sobre literatura colombiana (2 vol.) (2011) (vol. 1: Desde "La literatura colombiana en el siglo XX" hasta "García Márquez y Moreno Durán"; vol. 2: Desde "¿Fue José Asunción Silva un dandy?" hasta "Álvaro Mutis o la retórica del conservadurismo")
- El ensayo en lengua española en el siglo XIX (2012)